# 나카무라 유키
나카무라 유키(일본어: 中村 祐輝, 1987년 6월 4일 ~ )는 일본의 전 축구 선수이다.

## 구단 경력
과거 FC 기후, 주빌로 이와타에서 활동하였다.